# Trichura angusta
Trichura angusta là một loài bướm đêm thuộc phân họ Arctiinae, họ Erebidae.